# Lakewood (Washington)
Lakewood  ist eine Stadt im US-Bundesstaat Washington. Sie ist eine größere Vorstadt von Tacoma und stellt eine principal city der Metropolregion Seattle dar. Zum Stadtgebiet gehört auch Lake Steilacoom.
Partnerstadt ist Okinawa in Japan.

## Geschichte
Die Gegend war bewohnt vom Stamm der Nisqually, 1833 erfolgte die erste Besiedlung durch weiße Einwanderer.
1849 baute die US-Armee wegen des Whitman-Massakers in der Nähe des Lake Wyatchew das Fort Steilacoom, das dem 9. Infanterie-Regiment als Sitz diente. 1853 baute Andrew Byrd zum Betrieb einer Sägemühle einen Damm im Chambers Creek und verwandelte damit den kleinen Tümpel Lake Wyatchew in den heutigen Lake Steilacoom, der 21 ha bedeckt.
1854-5 besiegte das 9. Infanterie-Regiment die Nisqually im Puget-Sound-Krieg, anschließend wurden die Indianer in ein Reservat verbracht. 1868 schloss das US-Militär Fort Steilacoom als Militärstützpunkt. Das Gebäude fand ab 1871 eine neue Bestimmung als Irrenhaus, aus dem sich das Western State Hospital, das größte Irrenhaus der USA westlich des Mississippi, entwickelte.
1908 wurden die botanischen Lakewood Gardens gegründet und 1909/10 Thornewood gebaut. Dieses Anwesen besteht aus drei Gebäuden, darunter Thornewood Castle, das aus den importierten Steinen eines im 15. Jahrhundert in England gebauten und später abgebauten Hauses besteht.
1996 gründete sich aus dem zuvor gemeindefreien Gebiet heraus nach einer Volksabstimmung die Stadt Lakewood.

## Bilder

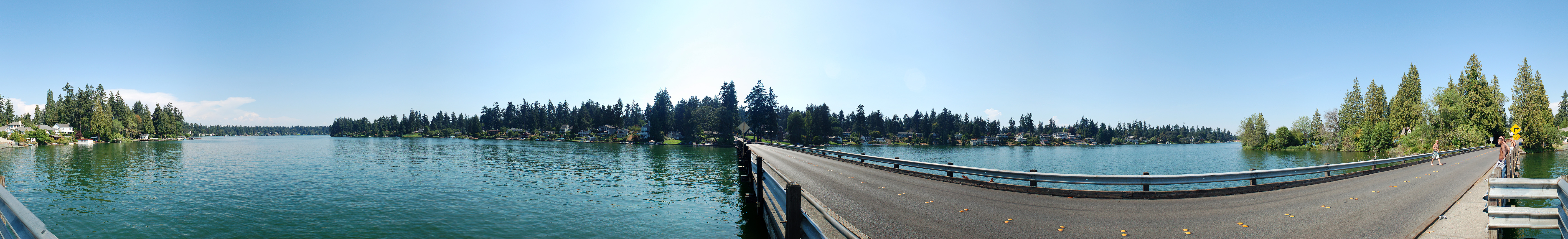
Panorama von Lake Steilacoom
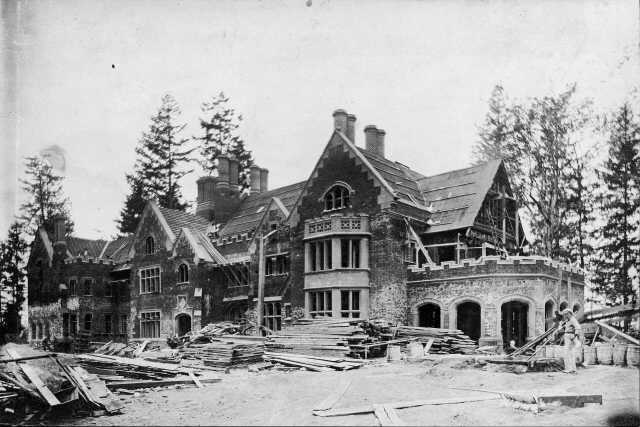
Thornewood im Bau 1910
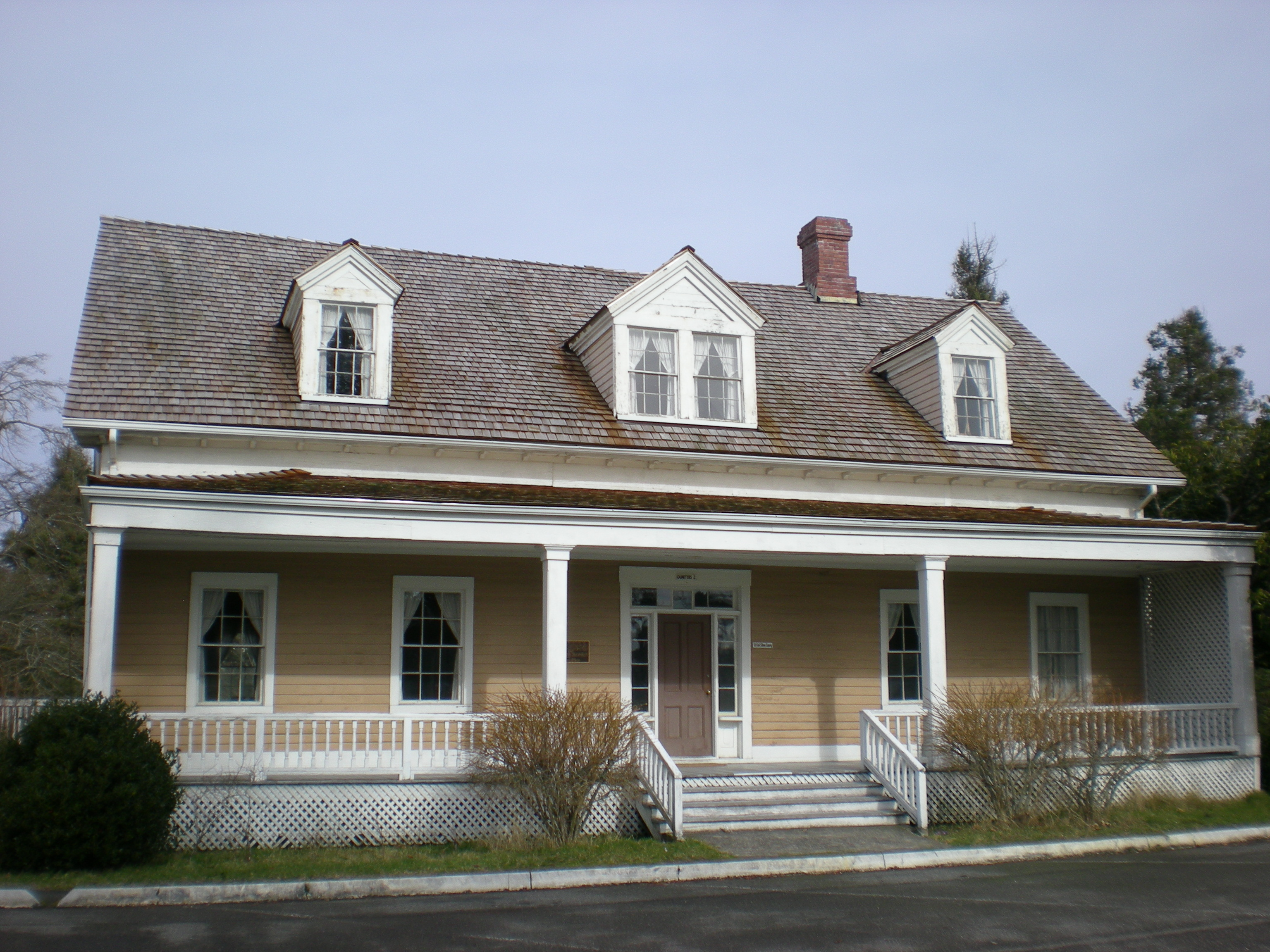
Fort Steilacoom

## Söhne und Töchter der Stadt
- Jermaine Kearse (* 1990), American-Football-Spieler
- Andrea Geubelle (* 1991), Dreispringerin